# 中点法

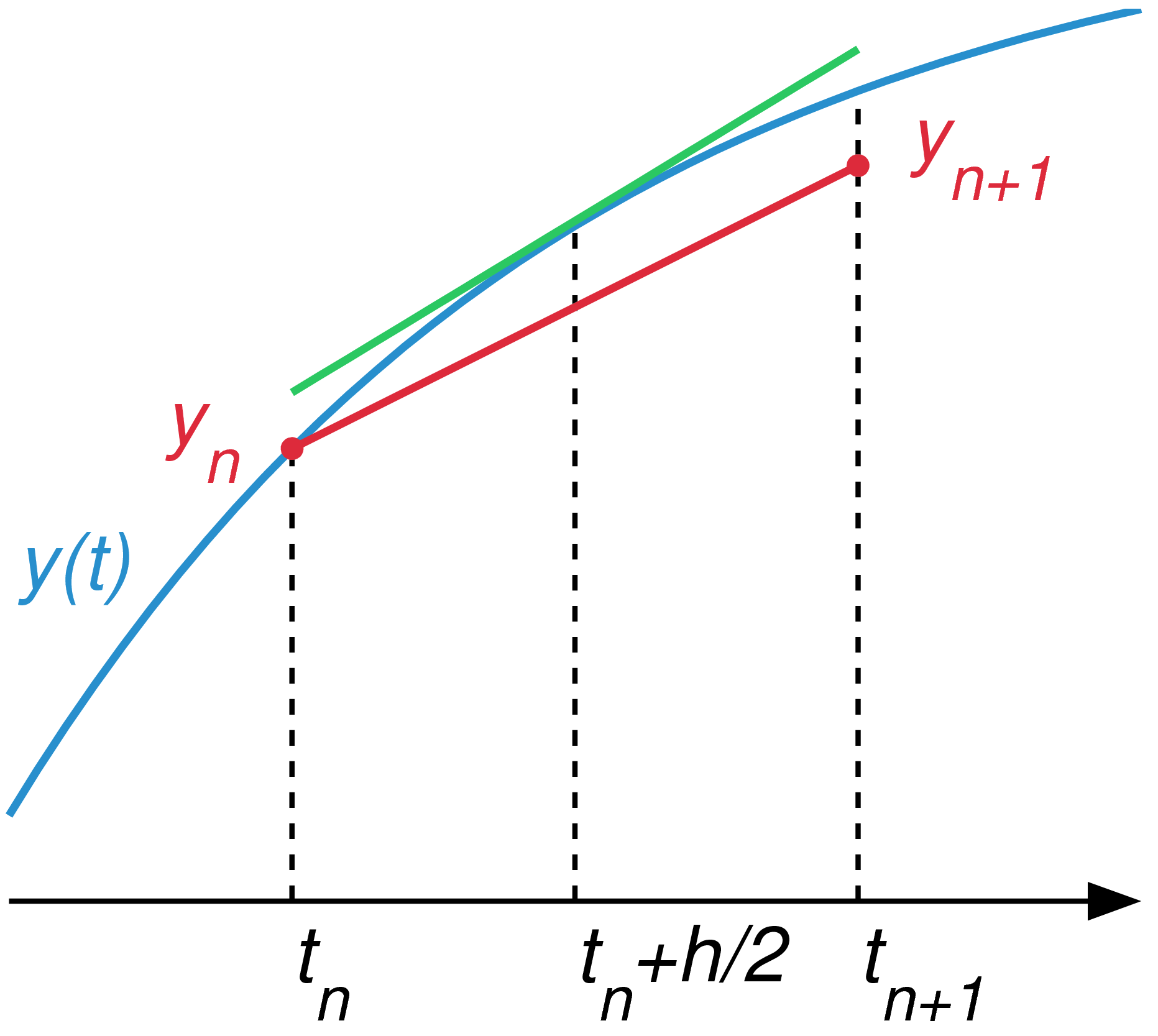
中點法的圖示說明，假設等於的實際值。中點法計算讓紅色的弦近似平行於中點處的切線（綠色）

数值分析裡的中点法（midpoint method）是求解常微分方程的一種数值方法，屬於單步法。
{\displaystyle y'(t)=f(t,y(t)),\quad y(t_{0})=y_{0}.}
上式的顯式中點法為
| {\displaystyle y_{n+1}=y_{n}+hf\left(t_{n}+{\frac {h}{2}},y_{n}+{\frac {h}{2}}f(t_{n},y_{n})\right),} |  | 1e |

隱式中點法為
| {\displaystyle y_{n+1}=y_{n}+hf\left(t_{n}+{\frac {h}{2}},{\frac {1}{2}}(y_{n}+y_{n+1})\right),} |  | 1i |

{\displaystyle n=0,1,2,\dots }。此處{\displaystyle h}是步階長度，是一個小的正數，{\displaystyle t_{n}=t_{0}+nh,}，而{\displaystyle y_{n}}是計算{\displaystyle y(t_{n})}的近似值。顯式中點法也稱為是改良的歐拉方法（modified Euler method），隱式中點式是最簡單的配置法（Collocation method），可用在哈密頓力學，也就是辛積分器。
此方法的名稱是因為上述公式會用到函數在{\displaystyle t=t_{n}+h/2={\tfrac {t_{n}+t_{n+1}}{2}}}位置的值，也就是在{\displaystyle t_{n}}以及{\displaystyle t_{n+1}}中點時的值，前者的值已知，後者的值未知，在計算中點的值時，也需要有一些假設，才能進行計算。
配合圖示（見右圖）會比較容易理解此一方法。在原始的欧拉方法裡，會用{\displaystyle f(t_{n},y_{n})}，計算曲線在{\displaystyle (t_{n},y_{n})}處的切線。此切線和垂直線{\displaystyle t=t_{n+1}}的交點即為下一個點{\displaystyle y_{n+1}}的值。不過，若此函數的二階導數在時間{\displaystyle t_{n}}和{\displaystyle t_{n+1}}的區間均為正, 或是均為負（如圖中的例子），隨著{\displaystyle h}加大，曲線和切線的距離會越來越遠，導致大誤差。圖中所畫的中點的切線（上方，綠線）比較可以近似這段曲線。不過因為要求解的就是此一曲線，時間{\displaystyle t_{n}}的資訊已知，其他資訊不足，可能無法精準的畫出中點處的切線。
因此，會先用原始的歐拉方法估計在中點的{\displaystyle y(t)}值，再用{\displaystyle f()}以及估計的中點資訊，計算切線斜率。用改善後的切線從{\displaystyle y_{n}}計算{\displaystyle y_{n+1}}的值。最後一步即為圖的紅色弦線。因為紅色弦線是估計值，用的是{\displaystyle y(t)}在中點處的估計值，不一定真的會和綠線（真正的中點切線）平行，仍會有誤差。
中點法每一步的局部誤差是{\displaystyle O\left(h^{3}\right)}，全域誤差是{\displaystyle O\left(h^{2}\right)}。其運算比歐拉方法要大，但在{\displaystyle h\to 0}的過程中，中點法的誤差會比歐拉方法降低的更快。
此法也是高階方法（如龙格-库塔法）的範例之一。

## 中點法的推導

微分方程的数值积分求解图。
蓝：欧拉法
绿：中点法
红：精确解：
步长。

同一個方程的數值方法求解，步长縮減為，可以看出中點法的收斂比歐拉法要快

中點法可以視為是改良版的欧拉方法
{\displaystyle y_{n+1}=y_{n}+hf(t_{n},y_{n}),\,}
因此用類似的方式推導。 
推導欧拉法的關鍵是以下的近似等式
| {\displaystyle y(t+h)\approx y(t)+hf(t,y(t))} |  | 2 |

是源自以下的斜率公式
| {\displaystyle y'(t)\approx {\frac {y(t+h)-y(t)}{h}}} |  | 3 |

，其中{\displaystyle y'=f(t,y).}
在中點法中，將(3)改為更準確的式子
{\displaystyle y'\left(t+{\frac {h}{2}}\right)\approx {\frac {y(t+h)-y(t)}{h}}}
因此可以得到以下類似(3)式，計算{\displaystyle y(t+h)}的式子
| {\displaystyle y(t+h)\approx y(t)+hf\left(t+{\frac {h}{2}},y\left(t+{\frac {h}{2}}\right)\right).} |  | 4 |

在上式中，因為還不知道{\displaystyle y}在{\displaystyle t+h/2}的值，無法用上式直接計算{\displaystyle y(t+h)}。解法是用欧拉方法來求解{\displaystyle y(t+h/2)}: 
{\displaystyle y\left(t+{\frac {h}{2}}\right)\approx y(t)+{\frac {h}{2}}y'(t)=y(t)+{\frac {h}{2}}f(t,y(t)),}
代入(4)式中，可得
{\displaystyle y(t+h)\approx y(t)+hf\left(t+{\frac {h}{2}},y(t)+{\frac {h}{2}}f(t,y(t))\right)}
以上則是顯式的中點法(1e)。
隱式中點法(1i)可以將此時間內的波形假設為直線，中間步數{\displaystyle t+h/2}的值用{\displaystyle y(t)}和{\displaystyle y(t+h)}的平均值來表示
{\displaystyle y\left(t+{\frac {h}{2}}\right)\approx {\frac {1}{2}}{\bigl (}y(t)+y(t+h){\bigr )}}
因此
{\displaystyle {\frac {y(t+h)-y(t)}{h}}\approx y'\left(t+{\frac {h}{2}}\right)\approx k=f\left(t+{\frac {h}{2}},{\frac {1}{2}}{\bigl (}y(t)+y(t+h){\bigr )}\right)}
因為隱式方法的時間對稱性，局部誤差中{\displaystyle h}的偶次項都消去了，局部誤差的階數是＼{\displaystyle {\mathcal {O}}(h^{3})}。

## 腳註
1. ↑  Süli & Mayers 2003，第328頁